# Un asunto privado (serie de televisión)
Un asunto privado es una serie española original de Amazon Prime Video protagonizada por Aura Garrido y Jean Reno. Está creada por Ramón Campos, Teresa Fernández-Valdés y Gema R. Neira, directores de Bambú Producciones, empresa creadora de otras series de éxito como Velvet, Gran Hotel o Las chicas del cable. La serie, grabada en las ciudades gallegas de Pontevedra y Vigo, se estrenó el 16 de septiembre de 2022 en la plataforma de streaming de Amazon, constando de 8 capítulos de 50 minutos cada uno.

## Sinopsis
Marina Quiroga (Aura Garrido) es una joven de la alta sociedad con mucho afán por el misterio. Cuando un asesino en serie da muerte a varias prostitutas, dejándoles grabada en el pecho una flor de lis, Marina decide emprender una investigación para detener al delincuente con la ayuda de su mayordomo y fiel amigo Héctor (Jean Reno), un hombre sensible y observador. Por otro lado, muchos factores en la vida de Marina entorpecerán su búsqueda: los prejuicios de la sociedad por ser mujer, los intentos de su madre para que se case y que el jefe de policía sea su propio hermano, Arturo (Pablo Molinero). A pesar de todos estos inconvenientes, Marina demuestra, a través de su ingenio, que es una aspirante a detective policial con mucho talento.

## Reparto

### Reparto principal
- Jean Reno como Héctor
- Aura Garrido como Marina Quiroga
- Gorka Otxoa como Pablo Zarco
- Pablo Molinero como Arturo Quiroga
- Álex García como Andrés Castaño
- Ángela Molina como Doña Asunción
- Irene Montalá como Margot
- Tito Valverde como Antón Ramírez
- Julieta Serrano como Chusa Malpica
- Monti Castiñeiras como Alfonso Quiroga
- Luisa Molinelli como Lourditas

## Episodios
| N.º en serie | N.º en temp. | Título                      | Dirigido por   | Escrito por                                                                        | Fecha de emisión original |
| ------------ | ------------ | --------------------------- | -------------- | ---------------------------------------------------------------------------------- | ------------------------- |
| 1            | 1            | «La flor de lis»            | David Pinillos | Teresa Fernández-Valdés, Gema R. Neira, Diego Sotelo y Carlos Ruano                | 16 de septiembre de 2022  |
| 2            | 2            | «La bella Lolita»           | David Pinillos | Teresa Fernández-Valdés, Gema R. Neira, Carlos Ruano, Mikel Alvariño y Paula Fabra | 16 de septiembre de 2022  |
| 3            | 3            | «La casa azul»              | David Pinillos | Teresa Fernández-Valdés, Gema R. Neira, Carlos Ruano, Mikel Alvariño y Paula Fabra | 16 de septiembre de 2022  |
| 4            | 4            | «Baile de máscaras»         | María Ripoll   | Teresa Fernández-Valdés, Gema R. Neira, Carlos Ruano, Mikel Alvariño y Paula Fabra | 16 de septiembre de 2022  |
| 5            | 5            | «El último tren»            | María Ripoll   | Teresa Fernández-Valdés, Gema R. Neira, Carlos Ruano, Mikel Alvariño y Paula Fabra | 16 de septiembre de 2022  |
| 6            | 6            | «La última chica»           | María Ripoll   | Teresa Fernández-Valdés, Gema R. Neira, Carlos Ruano, Mikel Alvariño y Paula Fabra | 16 de septiembre de 2022  |
| 7            | 7            | «El demonio de la venganza» | Daniel Aranyó  | Teresa Fernández-Valdés, Gema R. Neira, Carlos Ruano, Mikel Alvariño y Paula Fabra | 16 de septiembre de 2022  |
| 8            | 8            | «Secretos de familia»       | David Pinillos | Teresa Fernández-Valdés, Gema R. Neira, Carlos Ruano, Mikel Alvariño y Paula Fabra | 16 de septiembre de 2022  |